# 中村成太郎 (2代目)
二代目 中村成太郎（にだいめ なかむら なりたろう、明治33年〈1900年〉9月1日 - 昭和55年〈1980年〉11月17日）とは、上方の歌舞伎役者。屋号は新駒屋、俳名は斗紅。定紋は丸に剣片喰（けんかたばみ）、替紋は八重裏梅。雅号は乾堂。本名吉野 乾太郎（よしの かんたろう）。
東京生まれ。明治43年（1910年）、市川介六の名で初舞台。のちに初代中村成太郎（後の中村魁車）の養子となる。大正2年（1913年）大阪浪花座において中村太郎と改名。一時病気により東京へ帰るが、昭和4年（1929年）関西に復帰。昭和7年（1932年）名題に昇進し、10月には二代目中村成太郎を襲名。花車方として戦中から戦後の関西歌舞伎で活躍した。昭和48年（1973年）、勲五等瑞宝章を受章。翌年大阪市民表彰。
当り役は『廓文章』（吉田屋）のおきさ、『恋飛脚大和往来』の「封印切」のおえんなど。結果として養父である師匠の名跡を継いだものの、不運にも芸が円熟する時期に関西歌舞伎の内部崩壊が重なり、充分な活躍の場が得られなかった。子に二代目中村太郎がいる。また娘が立花幸の名で、一時朝日放送を中心にタレントとして活躍していた。